# Parafia Świętych Apostołów Piotra i Pawła w Przybyszewie
Parafia Świętych Apostołów Piotra i Pawła w Przybyszewie – parafia rzymskokatolicka należąca do dekanatu mogielnickiego, archidiecezji warszawskiej, metropolii warszawskiej Kościoła katolickiego, w Przybyszewie.

## Historia
Parafia została erygowana w XII wieku.

### Kościół parafialny
Kościół Świętych Apostołów Piotra i Pawła w Przybyszewie
Obecny kościół parafialny pochodzi z lat 1894–1898. Jak podaje Gazeta Świąteczna z 1894 roku: „W Przybyszewie, miasteczku nad rzeką Pilicą, w powiecie Grójeckim, rozpoczęto staraniem proboszcza, księdza Koperskiego, budowę nowego kościoła. Stanie on na tem samem miejscu, co i poprzedni kościół, spalony w zaprzeszłym roku od pioruna. Budową kieruje budowniczy Radwan, a roboty murarskie prowadzi zdolny majster z Warszawy Czosnowski”.

## Proboszczowie
Proboszczem parafii od 1914 do 1955 był ks. kan. Stanisław Wilkoszewski.